# Sarabit al-Khadim
Sarabit al-Khadim (in arabo سرابت الخادم‎?)  è una località sita nella parte sud-occidentale della penisola del Sinai famosa per le sue miniere di turchese attive nell'antichità e soprattutto durante il periodo egizio.
Le ricerche archeologiche, iniziate da Flinders Petrie, hanno riportato alla luce antichi insediamenti minerari ed un tempio dedicato ad Hathor, la divinità egizia considerata protettrice delle regioni desertiche.